# Гойдешть
Гойдешть, Гойдешті (рум. Goidești) — село у повіті Бузеу в Румунії. Входить до складу комуни Бреєшть.
Село розташоване на відстані 118 км на північ від Бухареста, 43 км на північний захід від Бузеу, 119 км на захід від Галаца, 72 км на схід від Брашова.

## Населення
За даними перепису населення 2002 року у селі проживали 380 осіб, усі — румуни. Усі жителі села рідною мовою назвали румунську.